# My Scene
My Scene foi uma série americana de bonecas de moda criada pela Mattel em 2002. O personagem Barbie da Mattel é um dos bonecos da linha My Scene, e os bonecos My Scene têm corpos finos semelhantes aos bonecos Barbie anteriores, mas com cabeças maiores. O New York Times descreveu suas características como "lábios exagerados e olhos esbugalhados e cheios de maquiagem". My Scene foram projetados para apelar para o tween mercado e competir com as Bratz bonecos de MGA Entertainment. A série originalmente consistia em três personagens femininas, mas foi expandida para incluir dez bonecos diferentes.

## Bonecas
A série My Scene de bonecas foi introduzida pela primeira vez no outono de 2002, antes da Diva Starz, para competir com as bonecas Bratz. Originalmente incluía três bonecos: Barbie, Madison e Chelsea, com diferentes etnias e personalidades, e duas modas extras para cada personagem. Os personagens (exceto Barbie) foram nomeados após diferentes locais em Nova York. Mais bonecos foram adicionados à série, começando em 2003 com Nolee e três personagens masculinos, Bryant, River e Hudson. Delancey e Ellis estreou na linha "Hanging Out", que estreou no final de 2003. Kenzie estreou no "Getting Ready Line" de 2004 e Nia estreou em 2008. Há sete personagens na série My Scene (Kennedy, Madison, Chelsea , Delancey, Nia, Hudson e River), seis personagens descontinuados (Barbie, Nolee, Kenzie, Bryant, Ellis e Sutton) e quatro bonecos de edição especial (Lindsay, Jai, Tyson e Ryan).
Bonecos femininos têm o molde de corpo de botão de barriga não-torcendo e compartilham um molde de rosto todo-novo que ostenta um nariz pequeno, maçãs do rosto largas e lábios grandes, pouty. Em algumas linhas (começando com "Night on the Town") as bonecas têm cílios enrugados e olhos brilhantes. Como as Bratz, essas bonecas têm sapatos grandes que servem como pés, mas também têm pés tradicionais da Barbie e são capazes de usar sapatos Barbie comuns. Os bonecos masculinos também compartilham moldes faciais exclusivos, com moldes de corpos de bonecas masculinas anteriores. Em 2004, novos moldes para rosto sorridente foram produzidos para personagens masculinos e femininos. Elas só estavam presentes por um curto período nas bonecas femininas, mas bonecos masculinos foram feitos com esses moldes até o início de 2005. Começando com a linha "Club Birthday", seus moldes foram novamente trocados por moldes não sorridentes que se assemelhavam mais ao modelo.

## Filmes e séries da Web
Começando em 2003 com a linha "Bate-papo na Net", os bonecos começaram a ser embalados com DVDs que continham videoclipes, música e atividades de curta duração. Isso iniciou uma tendência que provocou três filmes My Scene , todos exibidos no canal a cabo da Nickelodeon. A linha My Scene também apresenta quatro bonecos de edição especial que estavam presentes apenas nos filmes My Scene. Estes incluem os personagens jamaicano-americanos Jai e Tyson do Jammin'n Jamaica e Lindsay Lohan e Ryan Ridley do My Scene Goes Hollywood. A Mattel recebeu direitos especiais para criar a única imagem de Lindsay Lohan para a linha. Ryan Ridley é um personagem fictício criado para o filme.

### Filmes
Os 3 filmes são da Lionsgate
My Scene: Jammin’n  Jamaica foi o primeiro filme My Scene, lançado em DVD no início de 2004 e foi vendido com as bonecas "Jammin' Jamaica". Foi dirigido por Eric Fogel, o criador do Celebrity Deathmatch. Madison é gerente de uma banda chamada Urban Desire, que é composta dos quatro personagens masculinos. Quando a banda vence um concurso, eles fazem uma viagem à Jamaica para as finais, mas Barbie, Nolee e Chelsea devem levantar o dinheiro para viajar para a Jamaica. Depois de todos os personagens chegarem na Jamaica, Barbie se sente excluída quando seu namorado, o guitarrista, começa a passar mais tempo com Madison. Isso causa uma briga entre elas, mas acaba sendo resolvido.
My Scene: Masquerade Madness foi o segundo filme My Scene, lançado em DVD, com 28 minutos de duração, metade do comprimento de Jammin’ Jamaica. Este filme é centrado em torno do desfile de moda Masquerade Madness, um levantamento de fundos para o abrigo de animais local. Chelsea projeta as modas para o show sozinha, causando tensão em seus trabalhos escolares. Falhando em geometria e com vergonha de contar para as amigas, ela pede ajuda a Hudson na aula particular. Como resultado, seus amigos começam a pensar que estão namorando secretamente. No final, Chelsea realizou seu teste de geometria e coordenou um desfile de moda de sucesso. O filme foi vendido com as bonecas My Scene "Masquerade Madness".
My Scene Goes Hollywood: The Movie foi o terceiro filme My Scene, lançado em DVD, primeiro a ser vendido além dos bonecos e o único filme completo. O filme foi dirigido por Eric Fogel e distribuído pela Miramax Family Films. Ele contou com uma voz da atriz Lindsay Lohan, que se interpreta no filme. Kelly Sheridan da série de filmes da Barbie assume o papel de Barbie. Para ver de perto, as garotas do My Scene fingem ser figurantes em um filme de ação que está sendo filmado em Nova York. Quando uma das atrizes é ferida, Madison é convidada a tomar o seu lugar. Ela começa a gastar menos e menos tempo com seus amigos e desenvolve uma paixão pelo ator principal, Ryan Ridley. Madison acaba lutando com seus amigos porque eles a envergonham. No final, Lindsay Lohan convence Madison de que os amigos são a coisa mais importante a ter, e as garotas fazem as pazes. Embora o título sugere uma viagem a Hollywood, na Califórnia, o filme todo acontece em Nova York.